# Chienti
El Chienti és un riu d'Itàlia de les províncies de Macerata i Ascoli Piceno. El seu nom antic era Flusor.
Els afluents per l'esquerra són el torrent Cesolone, el riu Chienti di Gelagna, el Pozzuolo, el San Luca, el rierol Sdregaro, i el torrent Trodica. I per la dreta els rierols de la Conce i Ceronaro, els torrents Fiastrella, Fiastrone i Fornace, i els rius Fossaccio i Sgamorato. Està format per dos branques: el Chienti di Tortorina i el Chienti di Gelagna, que s'uneixen, i desemboca a la mar Adriàtica entre Civitanova Marche i Porto Sant'Elpidio.